# Hellberg-Scheffelberg
Koordinaten: 51° 32′ 42″ N, 9° 1′ 1″ O

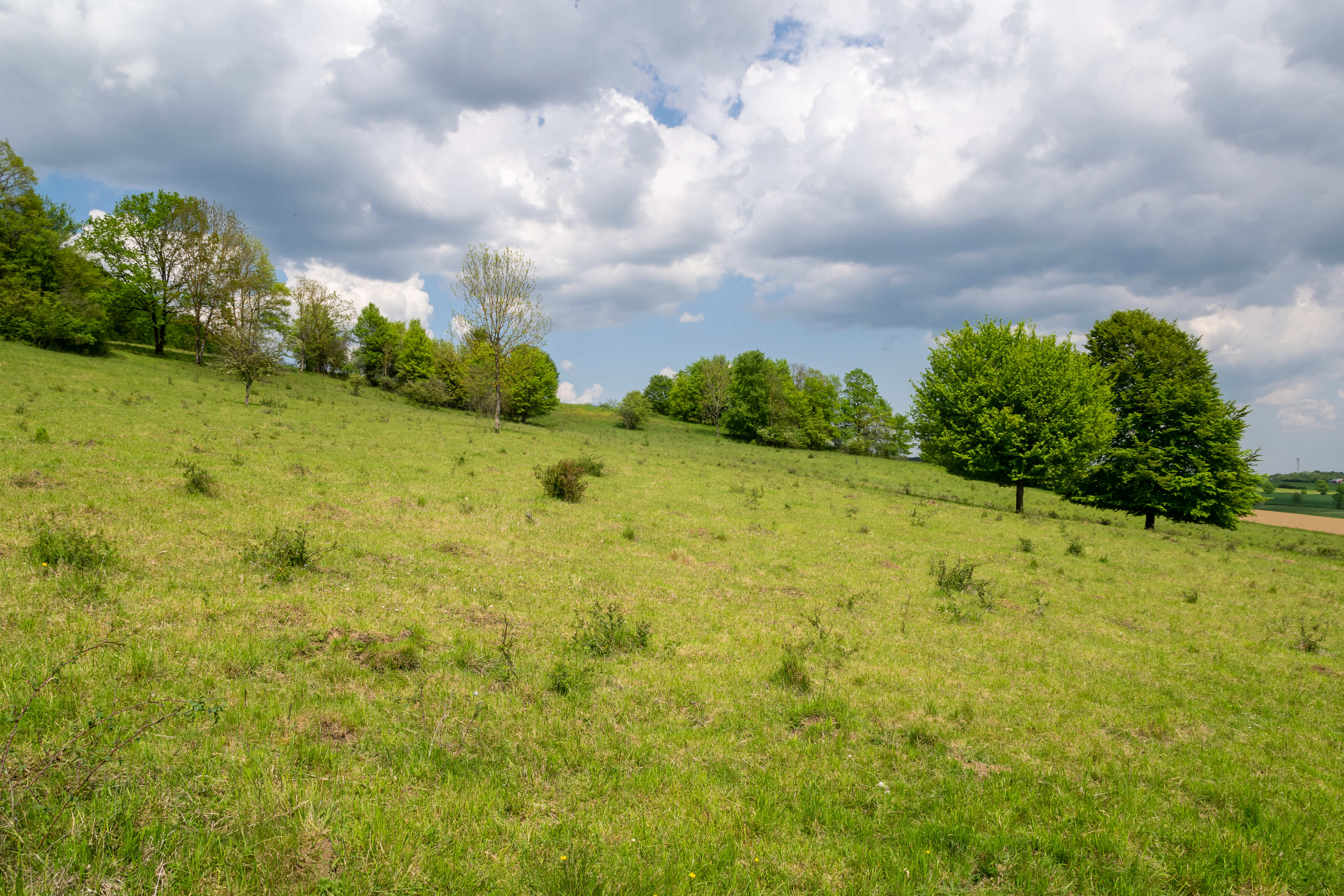
Naturschutzgebiet Hellberg-Scheffelberg (Mai 2023)

Das Naturschutzgebiet Hellberg-Scheffelberg liegt auf dem Gebiet der Stadt Warburg im Kreis Höxter in Nordrhein-Westfalen. Es erstreckt sich nordwestlich der Kernstadt Warburg und nördlich des Warburger Stadtteils Scherfede. Am westlichen Rand des Gebietes verläuft die B 68 und am südöstlichen Rand die Landesstraße L 828.

## Bedeutung
Das etwa 90,9 ha große Gebiet mit der Schlüssel-Nummer HX-019 wurde im Jahr 1982 unter Naturschutz gestellt. Schutzziele sind „Erhalt, Pflege und Entwicklung von Kalkmagerrasen als gefährdeter Lebensraum der Kulturlandschaft“ und der „Erhalt und Schutz artenreicher Buchenwälder.“